# 弗洛拉 (密西西比州)
弗洛拉（英語：Flora）是位於美國密西西比州麥迪遜縣的城鎮。

## 人口
根據2020年美國人口普查的數據，弗洛拉的面積為8.64平方千米，當中陸地面積為8.54平方千米，而水域面積為0.10平方千米。當地共有人口1647人，而人口密度為每平方千米191人。